# Abronia martindelcampoi
Abronia martindelcampoi là một loài thằn lằn trong họ Anguidae. Loài này được Flores-Villela & Sánchez-H. mô tả khoa học đầu tiên năm 2003.